# Caramoor Summer Music Festival
Il Caramoor Summer Music Festival è un festival musicale fondato nel 1945 che si tiene nella tenuta di 360 000 m² del Caramoor Center for Music and the Arts, che comprende una villa in stucco in stile mediterraneo e si trova a circa 80 km a nord di New York a Katonah.

## Storia
La tenuta di Caramoor divenne un centro per le arti e la musica dopo la morte del figlio dei suoi proprietari, Walter e Lucie Rosen, durante la seconda guerra mondiale. La coppia, in memoria del figlio, donò la proprietà che diventò rapidamente un affermato festival estivo. Gli spettacoli si svolgono nel cortile spagnolo della casa e nel teatro veneziano da 1.700 posti, una struttura con tende sul terreno. La Sala della Musica della casa viene utilizzata anche per concerti durante tutto l'anno.
Negli ultimi vent'anni il fulcro dell'opera è stato il Bel Canto at Caramoor, con esplorazioni del repertorio belcantista sotto la direzione del direttore Will Crutchfield. Rappresentazioni parzialmente messe in scena di rarità, per l'area newyorkese, come l'Otello di Rossini e l'Elisabetta al castello di Kenilworth di Donizetti, il cui manoscritto fu scoperto e poi ricostruito da Crutchfield. Altri approcci innovativi al bel canto hanno portato alle produzioni del 2005 de La sonnambula dove il ruolo del tenore è stato cantato nelle chiavi originali e una La traviata in cui fu ripristinata la maggior parte dei tagli standard.
Il Caramoor Summer Music Festival offre anche un'ampia varietà di musica oltre al Bel Canto nell'Opera. Sono inclusi concerti dell'Orchestra of St. Luke's, quartetti d'archi, vari solisti e un festival jazz e roots di un'intera giornata. Caramoor dispone anche di un compositore in residenza, con compositori come John Musto (2006) e Paquito D'Rivera (2007) che ricoprono la carica. L'Orchestra of St Luke's è l'orchestra in residenza diretta dal direttore Donald Runnicles della San Francisco Opera. Tra gli ex direttori musicali figurano Julius Rudel, André Previn e Michael Barrett.